# Norman Rich
Norman Robert Rich (* 19. April 1921; † 22. Februar 2020) war ein US-amerikanischer Historiker und Professor für Geschichte an der Brown University.

## Leben
Nach Erhalt seines Ph.D. in Geschichte an der University of California, Berkeley 1949 war er fünf Jahre lang Mitglied des Redaktionsausschusses der erfassten Dokumente des Auswärtigen Amtes, einem Projekt, das vom US-Außenministerium, dem Britischen Auswärtigen Amt und dem Französischen Außenministerium gefördert wurde. Er unterrichtete Geschichte am Bryn Mawr College, der Michigan State University und der Brown University, wo er das Programm für Internationale Beziehungen leitete.

## Schriften (Auswahl)
- Friedrich von Holstein. Politics and diplomacy in the era of Bismarck and Wilhelm II. Cambridge 1965, OCLC 463174848.
- Why the Crimean War? A cautionary tale. New York City 1991, ISBN 0-07-052255-3.
- Great power diplomacy, 1814–1914. New York City 1992, ISBN 0-07-052254-5.
- Great power diplomacy since 1914. Boston 2003, ISBN 0-07-052266-9.

| Personendaten    | Personendaten                                    |
| ---------------- | ------------------------------------------------ |
| NAME             | Rich, Norman                                     |
| ALTERNATIVNAMEN  | Rich, Norman Robert (vollständiger Name)         |
| KURZBESCHREIBUNG | US-amerikanischer Historiker und Hochschullehrer |
| GEBURTSDATUM     | 19. April 1921                                   |
| STERBEDATUM      | 22. Februar 2020                                 |